# هواپیمایی اتحاد

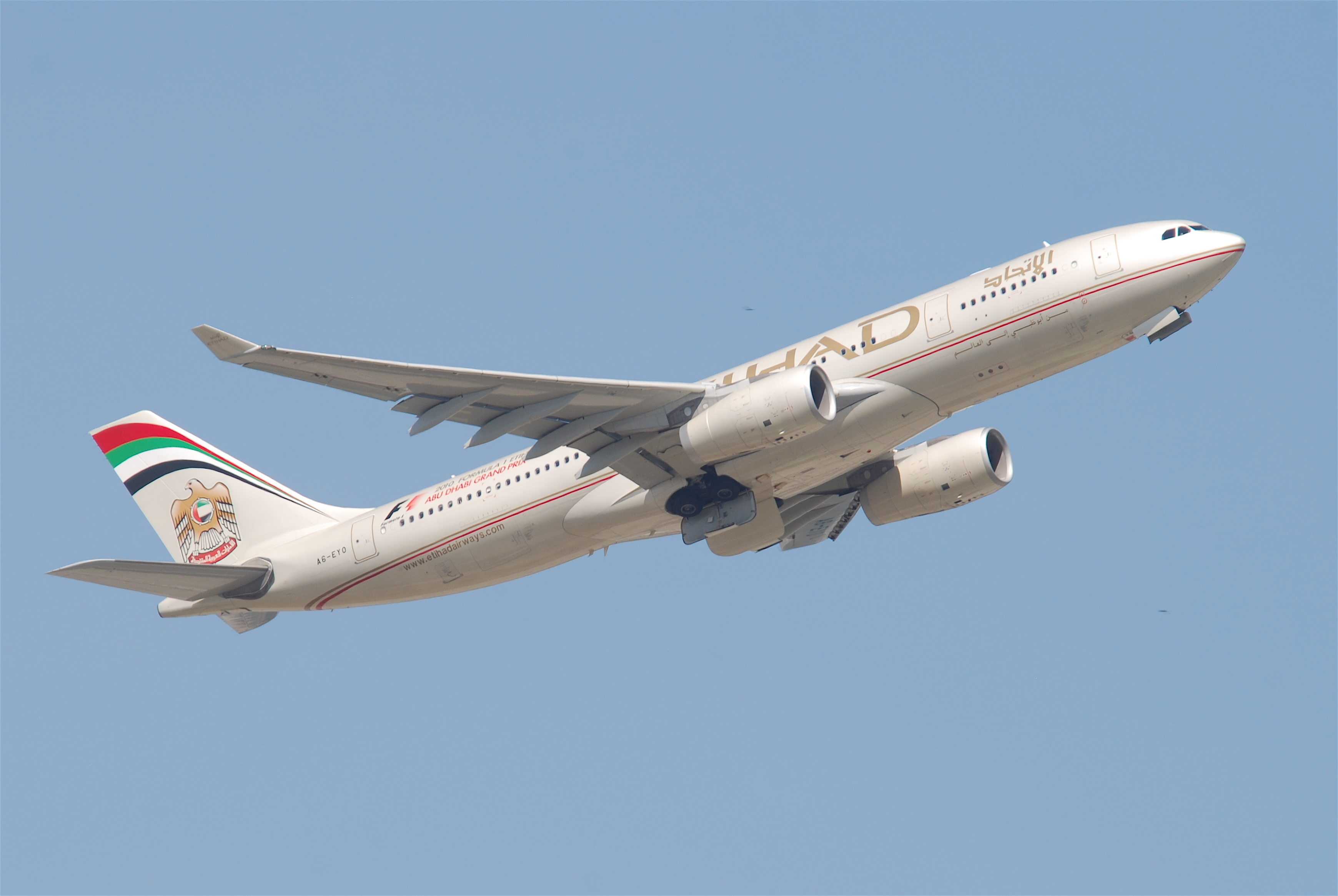
هواپیمای ایرباس ای۳۳۰ هواپیمایی اتحاد

هواپیمایی اتحاد (به انگلیسی: Etihad Airways) شرکت هواپیمایی حامل پرچم امارات متحده عربی است، که هم‌اکنون به‌عنوان چهارمین خطوط هواپیمایی خاورمیانه شناخته می‌شود.
شرکت هواپیمایی اتحاد در نوامبر ۲۰۰۳ به فرمان شیخ خلیفه بن زاید آل نهیان راه‌اندازی شد و در حال حاضر روزانه به ۹۶ مقصد، در خاورمیانه، اروپا، آمریکای شمالی، آفریقا، آسیا و استرالیا پروازهای مستقیم دارد. این شرکت در سال ۲۰۱۲ بیش از ۱۰٫۳ میلیون مسافر را منتقل نموده‌است.
دفتر مرکزی این شرکت در شهر ابوظبی، امارات متحده عربی قرار دارد و فرودگاه بین‌المللی ابوظبی، قطب این شرکت هواپیمایی به‌شمار می‌آید.
شرکت الاتحاد هم‌اکنون دارای ۱۲۰ فروند هواپیما است و برای گسترش خطوط خود سفارش حدود ۲۰۰ هواپیمایی جدید را داده‌است. سفارش‌های جدید این شرکت شامل ۱۰ فروند ایرباس ۳۲۰ نئو، ۲۶ فروند ایرباس ۳۲۱ نئو، ۶۲ فروند ایرباس ۳۵۰، پنج ایرباس ۳۸۰، ۲۸ بوئینگ ۷۷۷، ۶۶ بوئینگ ۷۸۷ و یک فروند ایرباس ۳۳۰ است.